# Thoiry (Ain)
Thoiry település Franciaországban, Ain megyében. Lakosainak száma 6356 fő (2022. január 1.). Thoiry Chézery-Forens, Lélex, Saint-Genis-Pouilly, Saint-Jean-de-Gonville, Sergy, Satigny és Dardagny községekkel határos.

## Népesség
A település népessége az elmúlt években az alábbi módon változott:
| Lakosok száma | 1438 | 2112 | 3015 | 4746 | 6006 | 6161 | 6038 | 6021 | 6119 | 6356 |
|               | 1968 | 1982 | 1990 | 2006 | 2013 | 2015 | 2017 | 2019 | 2020 | 2022 |